# County Tyrone
Tyrone (Iers: Tír Eoghain – Eoghans land) is een graafschap in Ierland en is een van de zes graafschappen van Noord-Ierland. Het maakt deel uit van de vroegere provincie Ulster. De hoofdstad is Omagh.
De naam Eoghans land is ontstaan door een oude verdeling van het land onder de twee zonen van Niall van de negen gijzelaars, Eoghain en Conall. Lange tijd heeft de macht in het graafschap bij de O'Neills gelegen. Daaraan kwam een einde toen Aodh Mór Ó Néill (verengelst: Hugh The Great O'Neill, 2nd Earl of Tyrone), aan het eind van de Negenjarige Oorlog in 1603 de strijd tegen de Britse overheersing verloor. De Ulster Plantation begon 10 jaar later.
Tyrone is het grootste graafschap in Noord-Ierland en is in vier bestuurlijke districten onderverdeeld: Cookstown, Dungannon, Omagh en Strabane.

## Plaatsen in county Tyrone
- Ballygawley
- Castlederg
- Clogher
- Coalisland
- Cookstown
- Dungannon
- Fintona
- Fivemiletown
- Omagh
- Sion Mills
- Strabane

## Bezienswaardigheden
- Beaghmore, een complex van steencirkels, ganggraven en steenrijen uit de bronstijd
- Donaghmore Cross, een kruis uit de negende of vroege tiende eeuw

County Antrim · County Armagh · County Derry · County Down · County Fermanagh · County Tyrone